# Ýewgeniý Naboýçenko
Ýewgeniý Wiktorowiç Naboýçenko (né le 17 mai 1970 à Achgabat à l'époque en RSS du Turkménistan et aujourd'hui au Turkménistan) est un footballeur international turkmène d'origine ukrainienne qui évoluait au poste de gardien de but, avant de devenir ensuite entraîneur.

## Biographie

### Carrière de joueur

#### Carrière en club
Ýewgeniý Naboýçenko joue au Turkménistan puis en Ouzbékistan.
Il remporte plusieurs titres de champion et plusieurs Coupes nationales.

#### Carrière en sélection
Ýewgeniý Naboýçenko joue en équipe du Turkménistan entre 1997 et 2004.
Il participe avec cette équipe à la Coupe d'Asie des nations 2004. Lors de cette compétition, il joue deux matchs : contre l'Arabie saoudite, et l'Irak.

## Palmarès
| Köpetdag Achgabat - Championnat du Turkménistan (5) - Champion : 1992, 1993, 1994, 1995 et 1997-98. - Vice-champion : 1996 et 1998-99. - Coupe du Turkménistan (4) : - Vainqueur : 1993, 1994, 1997 et 1998-99. - Finaliste : 1995. |  | Kairat Almaty - Championnat du Kazakhstan (1) : - Champion : 2004. - Coupe du Kazakhstan (3) : - Vainqueur : 2000, 2001 et 2003. - Finaliste : 2004 et 2005. |  | Megasport - Championnat du Kazakhstan D2 : - Vice-champion : 2007. |